# Мінерали України

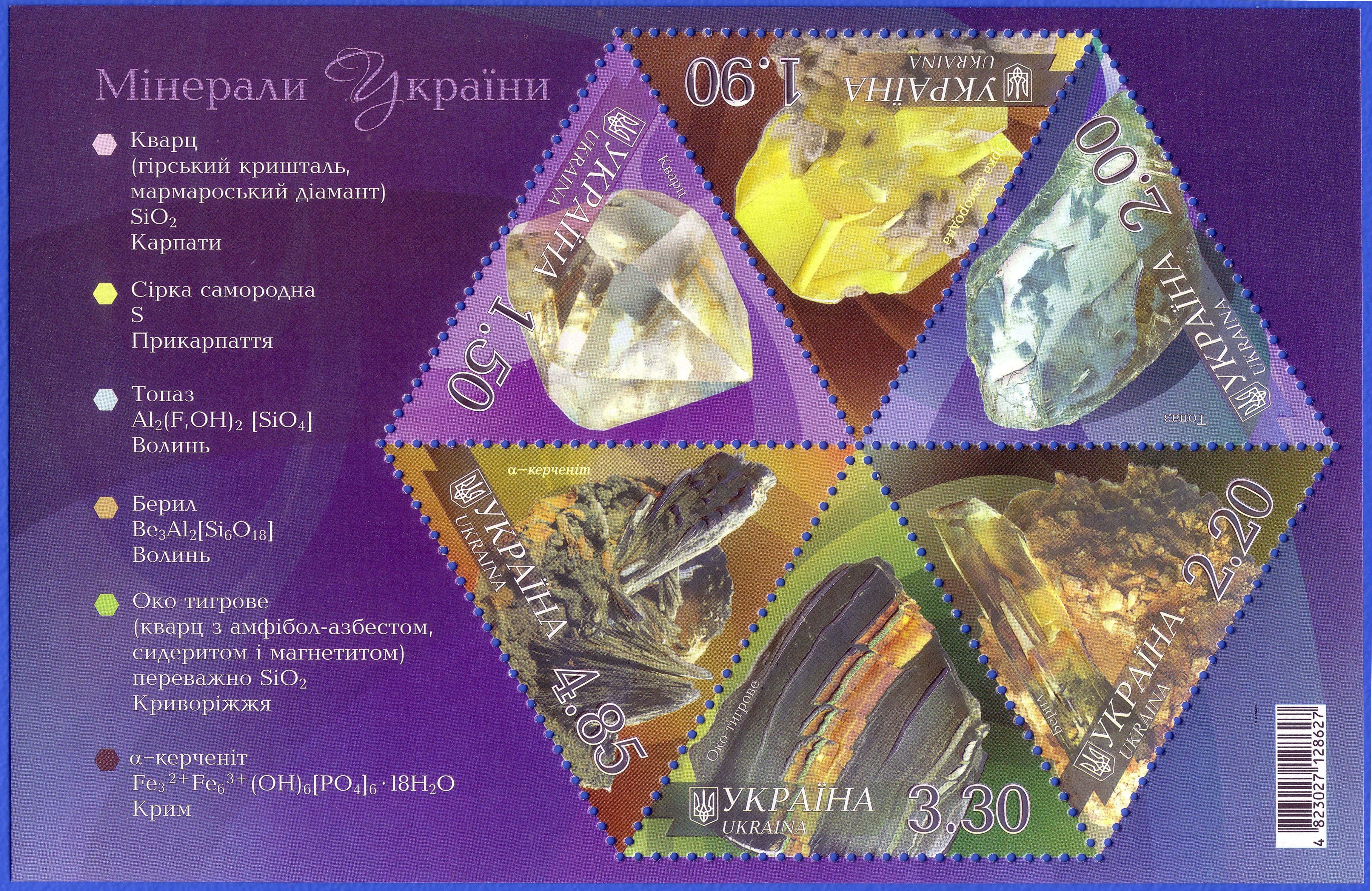
Поштовий блок марок «Мінерали України», 2009 рік

Мінер́али України — це орієнтовно 900 мінералів, встановлених у її надрах.
Серед мінералів України відомі представники всіх типів і класів, зокрема прості речовини (мідь, золото, алмаз, графіт, сірка тощо), інтерметалічні сполуки (амальгама срібла, амальгама олова, станат міді тощо), карбіди, нітриди, фосфіди, силіциди (когеніт, муасаніт, осборніт тощо), арсеніди та антимоніди (нікелін, льолінгіт, брейтгауптит тощо), телуриди та селеніди (алтаїт, гесит, петцит, верліт тощо), сульфіди (галеніт, сфалерит, пірит, кіновар, молібденіт тощо), оксиди (хроміт, магнетит, гематит, піролюзит тощо), гідроксиди та оксигідрати (гетит, псиломелан, брусит, гідраргіліт тощо), силікати (олівін, гранати, піроксени, амфіболи, слюди, гідрослюди, польові шпати, цеоліти тощо), борати (керніт, бура, ашарит тощо), арсенати (скородит, бедантит тощо), фосфати (монацит, ксенотим, апатит тощо), вольфрамати та молібдати (шеєліт, штольцит тощо), сульфати (ангідрит, барит, целестин, гіпс, алуніт тощо), карбонати (кальцит, магнезит, доломіт, анкерит тощо), нітрати (натрієва селітра, калійна селітра тощо), хлориди, броміди, йодиди (галіт, сильвін, кокциніт тощо), фториди (флюорит, кріоліт, геарксутит тощо), бітуми та органічні мінерали (мальта, асфальт, керит, карпатит, ювеліт тощо).

## Поширеність мінералів
За даними симетрійної статистики, поширеність мінералів України підпорядковується таким закономірностям (В. І. Павлишин та ін., 1986):
1. Послідовність за кількістю мінералів, що належать до категорій симетрії, така ж як у земній корі, тобто: низька — середня — вища.
2. Послідовність за кількістю мінералів, що належать до певних сингоній, також ідентична послідовності, встановленій для земної кори: моноклінна — ромбічна — кубічна — тригональна — тетрагональна — гексагональна — триклінна.
3. Послідовність за кількістю мінералів, що належать до видів симетрії, не відрізняється від послідовності земної кори, а саме: планаксіальні — центральні — планальні — аксіальні — примітивні — інверсійно-планальні — інверсійно-примітивні.
4. Важливі за кількістю мінералів види симетрії — 2m, mmm і m3m, які збігаються з послідовністю для земної кори; подальше зіставлення з даними для земної кори показує розходження — незначне та істотне.
5. Важливі за кількістю мінералів просторові групи симетрії — C 2/m, Pnma, P 21 /c тощо. За цим показником виявлені помітні розходження між середніми даними для земної кори та України.

Отже, чим нижчий ранг зіставлення, тим істотніші відмінності між даними з мінералогії земної кори й України. Звідси випливають рекомендації щодо пошуку нових мінералів на території України.
В геологічних утвореннях України основна маса мінералів належить до кисневих сполук.
Серед них найпоширеніші силікати. Найменше представників у галоїдному типі. Середнє положення посідають сульфіди та їх аналоги. Достатньо добре представлені органічні сполуки.
Кількість нових мінералів, відкритих у надрах України, порівняно невелика.

## Нові мінеральні види
За даними довідника "Мінерали України" (Н. П. Щербак та ін., 1990), новими мінеральними видами та різновидами, відкритими в Україні, є такі: ауербахіт, волнін, синґеніт (калушит), гідротроїліт, паравівіаніт, γ-керченіт, β-керченіт, α-керченіт, оксикерченіт, босфорит, тосудит, тараміт, F-тараміт (флуортараміт), сколіт, донбасит, приазовіт, карпатит, фердисиліцит, феросиліцит, Ti-біотит-4M3, Mn-стильпномелан, тарасовіт, Sr-пірохлор, подоліт (апатит вуглецевий).

## Походження мінералів України
За походженням мінерали України дуже розмаїті — магматичні, пневматолітові, осадові, метаморфічні, імпактні; за часом утворення — від ранньоархейських до сучасних. Чимало з них (кварц, оксиди та гідроксиди заліза й марганцю, графіт, сірка самородна, ільменіт, каолініт, карбонати, розмаїті солі, топаз, берил, кіновар тощо) мають велике промислове значення. З вивченням мінералів України, початок якого губиться в сивій давнині, пов'язані цікаві сторінки історії мінералогії, біографій видатних вчених. Деякі мінерали відомі тут з неоліту.

## Мінеральний склад надр України
Статистичні характеристики мінерального складу надр України, отримані у 1986 р. і нові дані, а також їх порівняння зі складом земної кори в цілому, дозволяють зробити такі основні висновки:
1. Число мінеральних видів України за останні 20 років зросло більш ніж на 300 видів і нині наближається до 900 видів. Помітно збільшилося також число різновидів мінеральних видів України, яке налічує бл. 250 представників. Крім того, існує обґрунтований резерв нових для України і світу мінеральних видів і різновидів. У порівнянні з земною корою у надрах України виявлено відносно більше мінералів з класів простих речовин, халькогенідів, оксидів, сульфатів, карбонатів і силікатів, утворених петрогенними (O, Si, Al, Fe, Mg, Ca, Na, K, S, F, C) і значною кількістю «малих» елементів різної геохімічної природи (Co, Ni, Cd, Sb, Bi, Be, Sc, Y, Ce, Ta, Ag, Au, Pt, U, Th), які визначають основні риси мінерагенії надр країни.
2. Надра України містять відносно мале число мінеральних видів ванадатів, арсенатів, фосфатів, боратів, мінералів Se та низки халькофільних (Zn, Cu, Pb, Hg, Sn, Mo, Ge) і літофільних (Cs, Sr, Ba, Cr, Ti, Mn, Zr) елементів. Особливо мало серед мінералів I, Br, Cl. Невідомі в надрах України мінерали Rb, Hf, Ga.
3. Принцип мінімальної дисиметризації (В. С. Урусов), якому підпорядковується зміна симетрії у процесах еволюції мінеральних комплексів земної кори, з одного боку, і показники симетричності надр України та їх еволюція в часі — з іншого, а також особливе тектонічне положення України на Євразійському континенті свідчать, що:

- резерв нових мінеральних видів насамперед слід очікувати серед «дефіцитних» для надр України класів і мінералів окремих елементів, позначених у п. 2;
- надра України — перспективна структура для відкриття нових мінералів і нових видів мінеральної сировини.